# NGC 5183
NGC 5183 is een spiraalvormig sterrenstelsel in het sterrenbeeld Maagd. Het hemelobject werd op 11 april 1787 ontdekt door de Britse astronoom William Herschel.

## Synoniemen
- UGC 8485
- MCG 0-34-39
- ZWG 16.79
- KCPG 378A
- IRAS13275-0127
- PGC 47432